# Messer (arme)
Pour les articles homonymes, voir Messer.

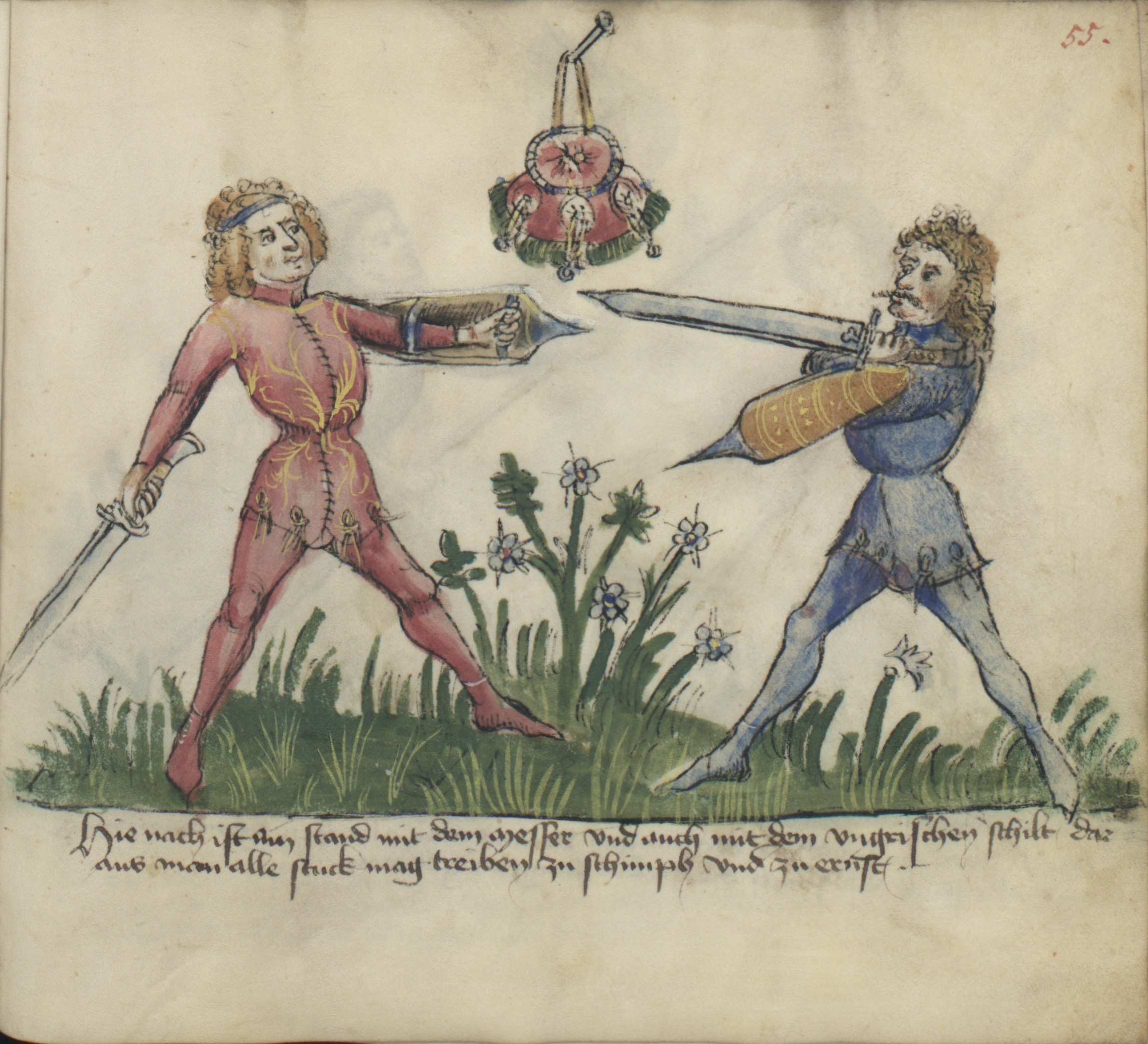
Combattants avec messer et bouclier hongrois, illustration d'un manuel d'arts martiaux du XV.

Le messer (également appelé Langes Messer pour sa variante à deux mains; soit en allemand « long couteau ») est une arme médiévale apparentée à un sabre ou un couteau de grande taille (par exemple de boucher) et couramment utilisée par les populations citadines dès le XVe siècle comme arme de défense personnelle, ou de duels.
Une de ses caractéristiques est de posséder une protubérance sur la garde qui protège celui qui le manie d'éventuels coups sur la main.